# Nemours
Pour les articles homonymes, voir Nemours (homonymie).
Nemours ([nəmuʁ] ) est une commune française située dans le département de Seine-et-Marne en région Île-de-France. La ville est connue pour son Château-Musée ainsi que pour le musée départemental de Préhistoire d'Île-de-France.

## Géographie

### Localisation
Nemours est située sur les rives du Loing, à  17 kilomètres au sud de Fontainebleau et  81 kilomètres de Paris.
Elle est située dans l'aire d'attraction de Paris, la zone d'emploi de Fontainebleau-Nemours et est la ville-centre du bassin de vie de Nemours.

### Communes limitrophes
Les communes limitrophes sont  Bagneaux-sur-Loing, Darvault, Poligny et Saint-Pierre-lès-Nemours.
|                          |                    | Darvault |
| Saint-Pierre-lès-Nemours | Nemours            |          |
|                          | Bagneaux-sur-Loing | Poligny  |

### Géologie et relief
La superficie de la commune est de 10,83 km2 ; son altitude varie de 57  à   133 mètres.

### Hydrographie

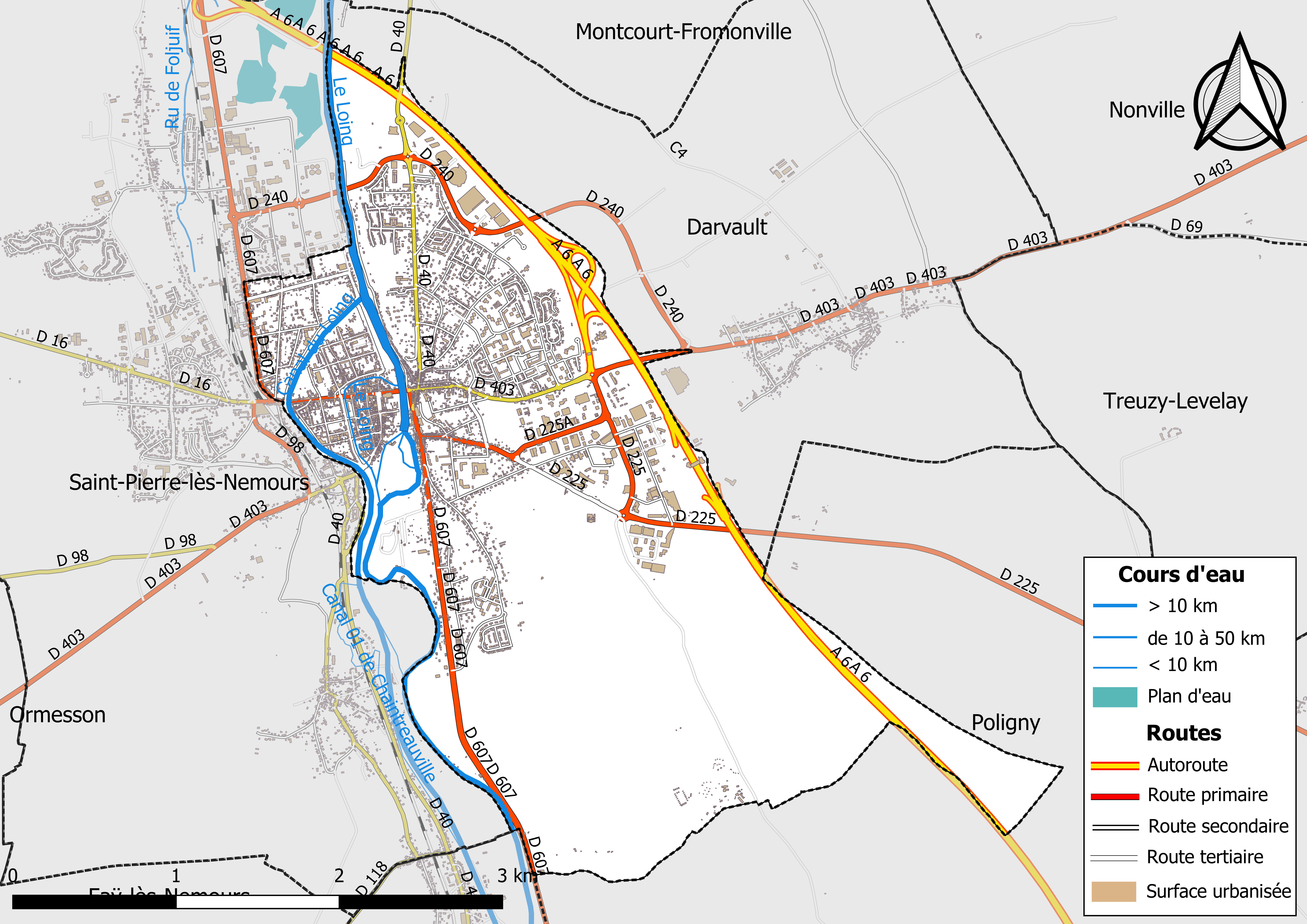
Carte hydrographique de la commune.

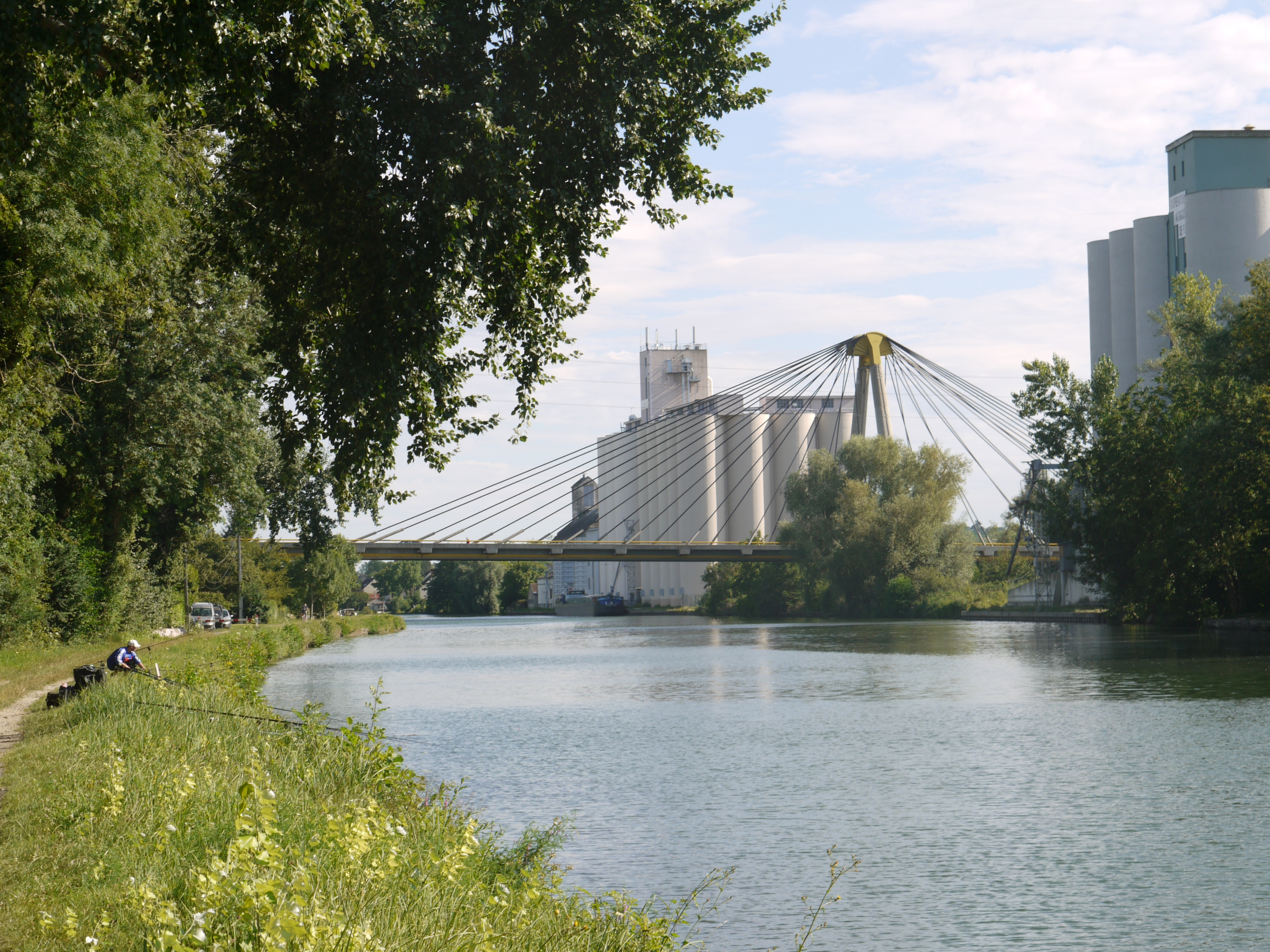
Le Loing à Nemours : le pont à haubans Charles-Hochart et les silos à céréales.

Le système hydrographique de la commune se compose de six cours d'eau référencés :
- la rivière le Loing, longue de 142,73 km[3], affluent en rive gauche de la Seine, ainsi que :
  - un bras de 0,31 km[4] ;
  - un bras de 0,53 km[5] ;
  - un bras de 1,04 km[6] ;
  - le canal du Loing, long de 47,84 km[7], construit au XVIIIe siècle, assurait à l'origine avec le canal d'Orléans, la jonction entre le bassin fluvial de la Loire et celui de la Seine ;
    - le canal 01 des Fontaines, 0,64 km[8], qui conflue avec le canal du Loing.

La longueur totale des cours d'eau sur la commune est de 9,76 km.

### Climat
Pour des articles plus généraux, voir Climat de l'Île-de-France et Climat de Seine-et-Marne.
En 2010, le climat de la commune est de type climat océanique dégradé des plaines du Centre et du Nord, selon une étude du CNRS s'appuyant sur une série de données couvrant la période 1971-2000. En 2020, Météo-France publie une typologie des climats de la France métropolitaine dans laquelle la commune est exposée à un climat océanique altéré et est dans la région climatique Nord-est du bassin Parisien, caractérisée par un ensoleillement médiocre, une pluviométrie moyenne régulièrement répartie au cours de l’année et un hiver froid (3 °C).
Pour la période 1971-2000, la température annuelle moyenne est de 10,8 °C, avec une amplitude thermique annuelle de 15,5 °C. Le cumul annuel moyen de précipitations est de 693 mm, avec 11,4 jours de précipitations en janvier et 7,5 jours en juillet. Pour la période 1991-2020, la température moyenne annuelle observée sur la station météorologique installée sur la commune est de 12,0 °C et le cumul annuel moyen de précipitations est de 690,3 mm,. Pour l'avenir, les paramètres climatiques de la commune estimés pour 2050 selon différents scénarios d'émission de gaz à effet de serre sont consultables sur un site dédié publié par Météo-France en novembre 2022.
| Mois                                  | jan.           | fév.           | mars           | avril         | mai             | juin          | jui.          | août           | sep.           | oct.            | nov.             | déc.             | année      |
| ------------------------------------- | -------------- | -------------- | -------------- | ------------- | --------------- | ------------- | ------------- | -------------- | -------------- | --------------- | ---------------- | ---------------- | ---------- |
| Température minimale moyenne (°C)     | 1,7            | 1,4            | 3,3            | 5,3           | 9               | 12,1          | 14,1          | 13,8           | 10,5           | 8,2             | 4,6              | 2,3              | 7,2        |
| Température moyenne (°C)              | 4,5            | 5,1            | 8,2            | 11            | 14,7            | 18,1          | 20,4          | 20,1           | 16,4           | 12,6            | 7,9              | 5                | 12         |
| Température maximale moyenne (°C)     | 7,3            | 8,8            | 13             | 16,7          | 20,4            | 24            | 26,7          | 26,5           | 22,2           | 17              | 11,1             | 7,8              | 16,8       |
| Record de froid (°C) date du record   | −13,3 08.01.10 | −13,4 07.02.12 | −11,7 01.03.05 | −4,6 06.04.21 | −0,9 05.05.1996 | 2 04.06.01    | 6,1 03.07.11  | 4,4 29.08.1993 | 0,5 30.09.1995 | −4,7 30.10.1997 | −10,9 24.11.1998 | −12,1 31.12.1996 | −13,4 2012 |
| Record de chaleur (°C) date du record | 17 01.01.23    | 21,6 27.02.19  | 26,8 31.03.21  | 29,2 20.04.18 | 32,9 28.05.17   | 38,7 18.06.22 | 42,5 25.07.19 | 41,1 06.08.03  | 35,9 08.09.23  | 29,9 02.10.23   | 23,4 07.11.15    | 17,9 07.12.00    | 42,5 2019  |
| Précipitations (mm)                   | 52             | 50             | 49,1           | 53,2          | 63,4            | 59,1          | 54,3          | 57,5           | 54,9           | 67,8            | 64               | 65               | 690,3      |

### Milieux naturels et biodiversité

#### Espaces protégés
La protection réglementaire est le mode d’intervention le plus fort pour préserver des espaces naturels remarquables et leur biodiversité associée,.
La  réserve de biosphère « Fontainebleau et Gâtinais », créée en 1998 et d'une superficie totale de 150 544 ha, est un espace protégé présent sur la commune. Cette réserve de biosphère, d'une grande biodiversité, comprend trois grands ensembles : une grande moitié ouest à dominante agricole, l’emblématique forêt de Fontainebleau au centre, et le Val de Seine à l’est. La structure de coordination est l'Association de la Réserve de biosphère de Fontainebleau et du Gâtinais, qui comprend un conseil scientifique et un Conseil Education, unique parmi les Réserves de biosphère françaises,.

#### Réseau Natura 2000

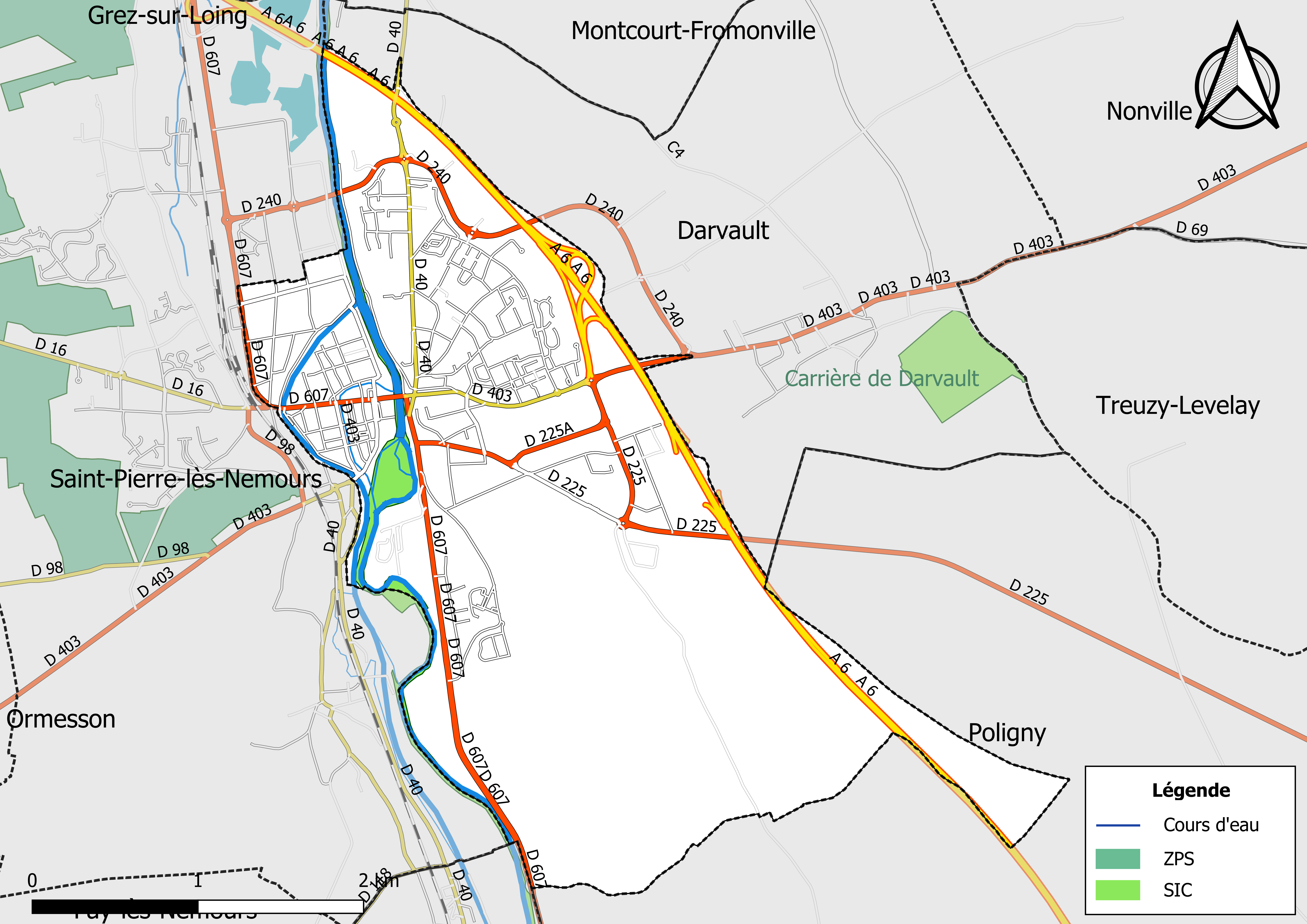
Sites Natura 2000 sur le territoire communal.

Le réseau Natura 2000 est un réseau écologique européen de sites naturels d’intérêt écologique élaboré à partir des Directives « Habitats » et « Oiseaux ». Ce réseau est constitué de Zones spéciales de conservation (ZSC) et de Zones de protection spéciale (ZPS). Dans les zones de ce réseau, les États Membres s'engagent à maintenir dans un état de conservation favorable les types d'habitats et d'espèces concernés, par le biais de mesures réglementaires, administratives ou contractuelles.
Un site Natura 2000 a été défini sur la commune au titre de la « directive Habitats », : 
- les « Rivières du Loing et du Lunain », d'une superficie de 400 ha, deux vallées de qualité remarquable pour la région Île-de-France accueillant des populations piscicoles diversifiées dont le Chabot, la Lamproie de Planer, la Loche de Rivière et la Bouvière[21],[22].

#### Zones naturelles d'intérêt écologique, faunistique et floristique
L’inventaire des zones naturelles d'intérêt écologique, faunistique et floristique (ZNIEFF) a pour objectif de réaliser une couverture des zones les plus intéressantes sur le plan écologique, essentiellement dans la perspective d’améliorer la connaissance du patrimoine naturel national et de fournir aux différents décideurs un outil d’aide à la prise en compte de l’environnement dans l’aménagement du territoire.
Le territoire communal de Nemours comprend une ZNIEFF de type 1,,, 
les « Sablières et Platières de Nemours » (571,64 ha), couvrant 2 communes du département.
, et deux ZNIEFF de type 2, : 
- la « vallée du Loing entre Moret et Saint-Pierre-Lès-Nemours » (1 749,77 ha), couvrant 13 communes du département[25] ;
- la « vallée du Loing entre Nemours et Dordives » (1 059,63 ha), couvrant 7 communes dont 1 dans le Loiret et 6 en Seine-et-Marne[26].

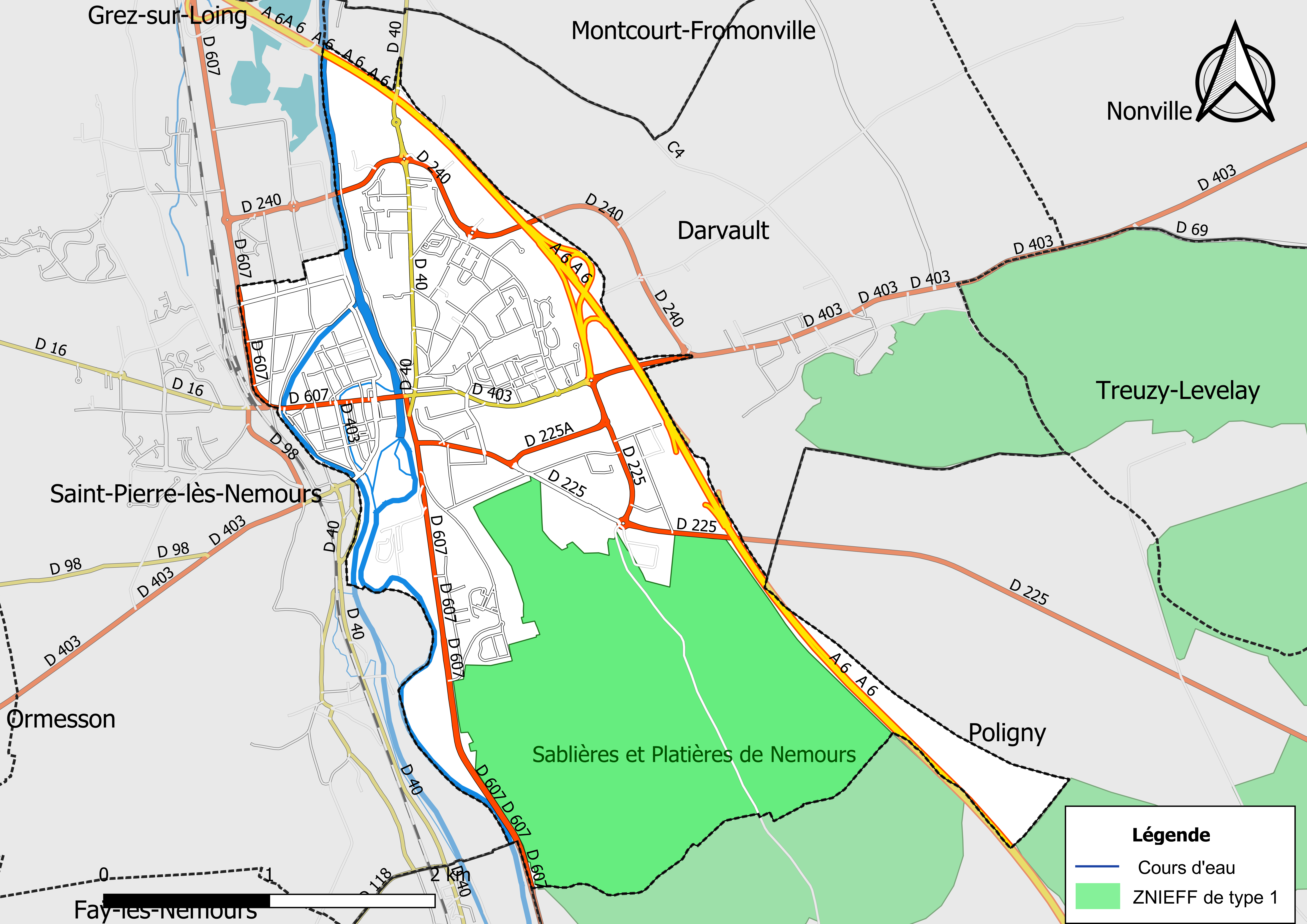
Carte des ZNIEFF de type 1 de la commune.
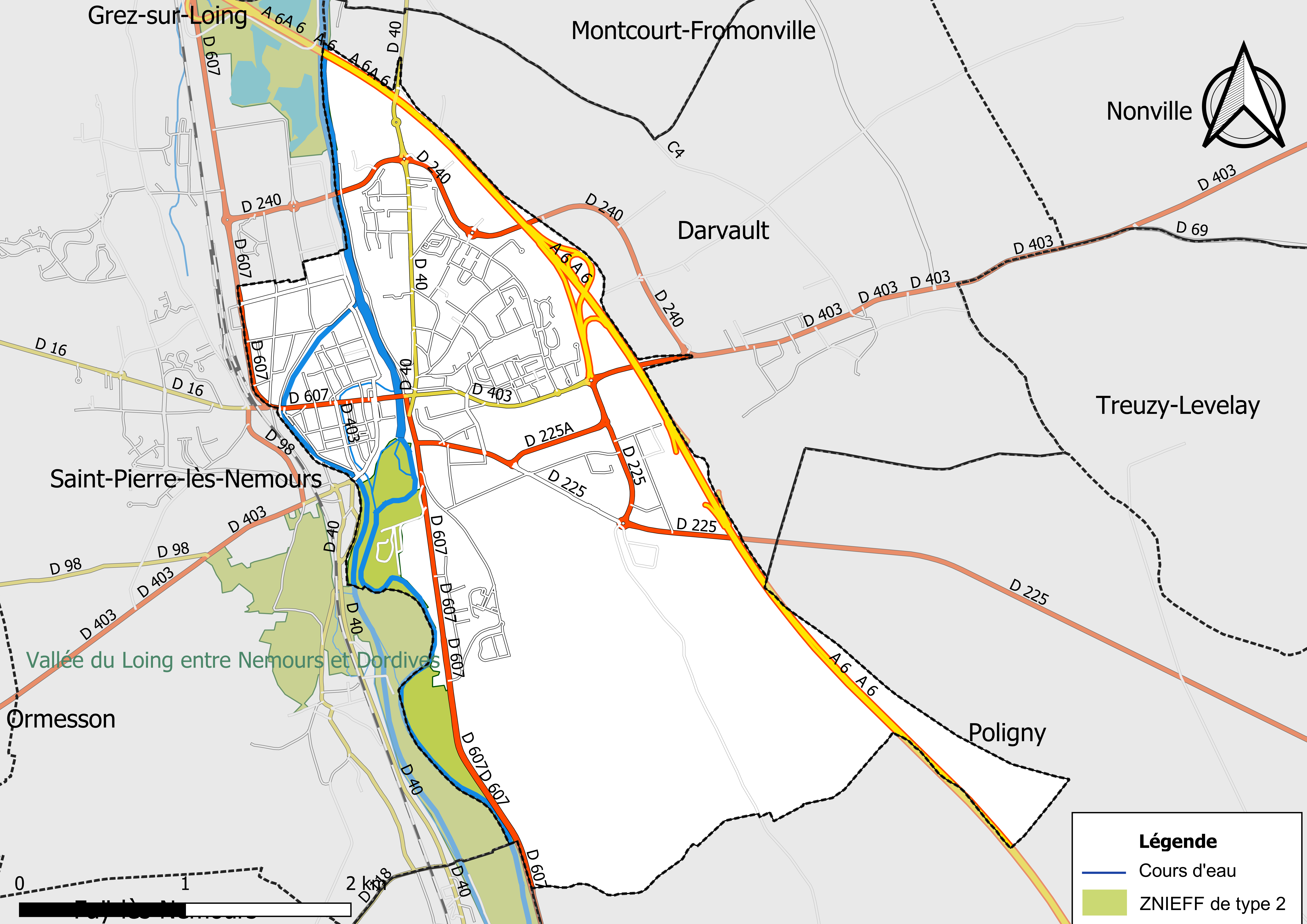
Carte des ZNIEFF de type 2 de la commune.

## Urbanisme

### Typologie
Au 1er janvier 2024, Nemours est catégorisée centre urbain intermédiaire, selon la nouvelle grille communale de densité à sept niveaux définie par l'Insee en 2022.
Elle appartient à l'unité urbaine de Nemours, une agglomération intra-départementale regroupant quatre  communes, dont elle est ville-centre,,. Par ailleurs la commune fait partie de l'aire d'attraction de Paris, dont elle est une commune de la couronne,. Cette aire regroupe 1 929 communes,.

### Occupation des sols

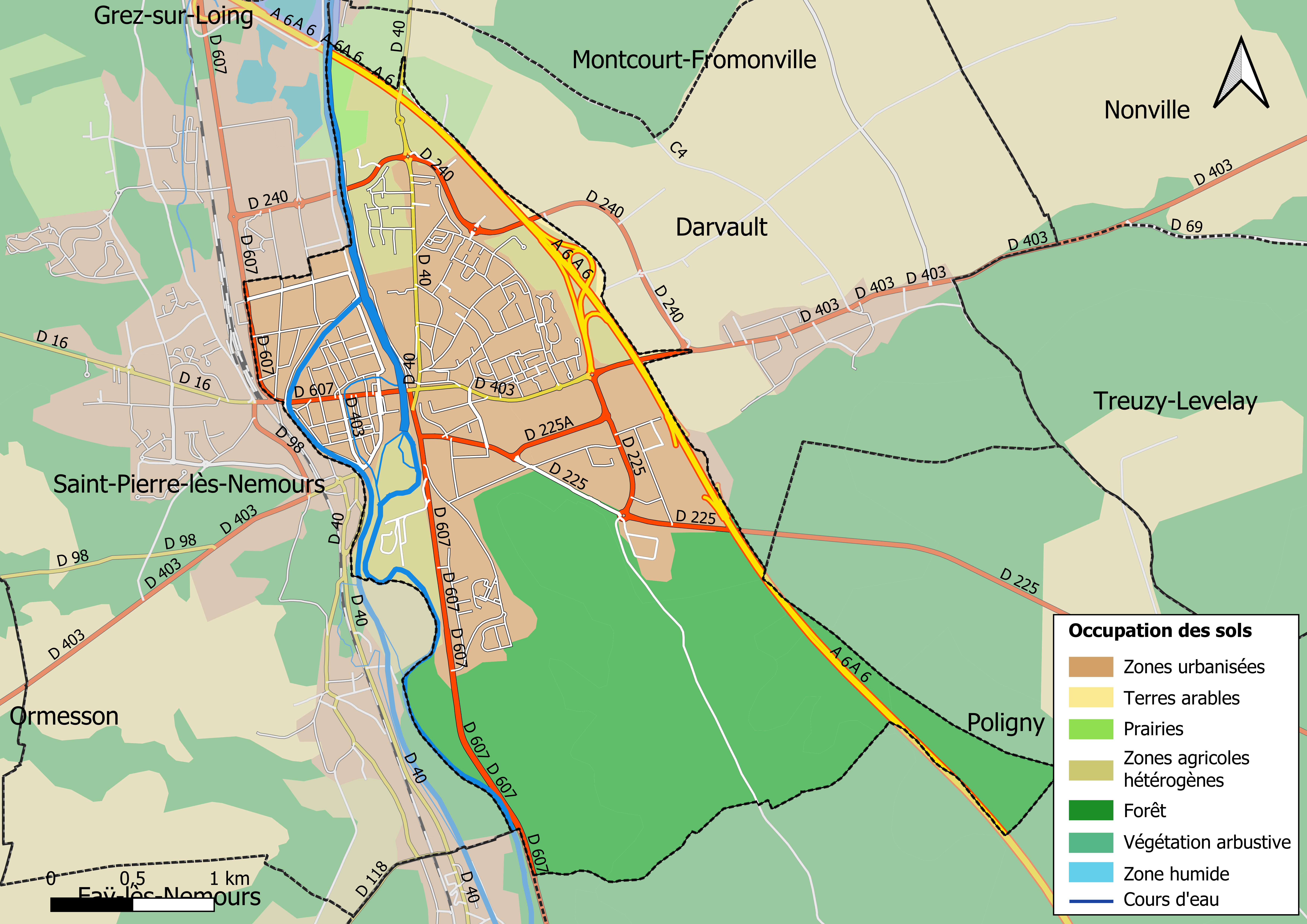
Carte de l'occupation des sols de la commune en 2018 (CLC).

En 2018, le territoire de la commune se répartit en 47,1 % de forêts, 30,2 % de zones urbanisées, 11,2 % de zones agricoles hétérogènes, 9,9 % de zones industrielles commercialisées et réseaux de communication, 1,2 % de prairies, 0,5 % de terres arables, 0,5 % d’eaux continentales,,.

### Lieux-dits et écarts
La commune compte 49 lieux-dits administratifs répertoriés consultables ici.

### Habitat et logement

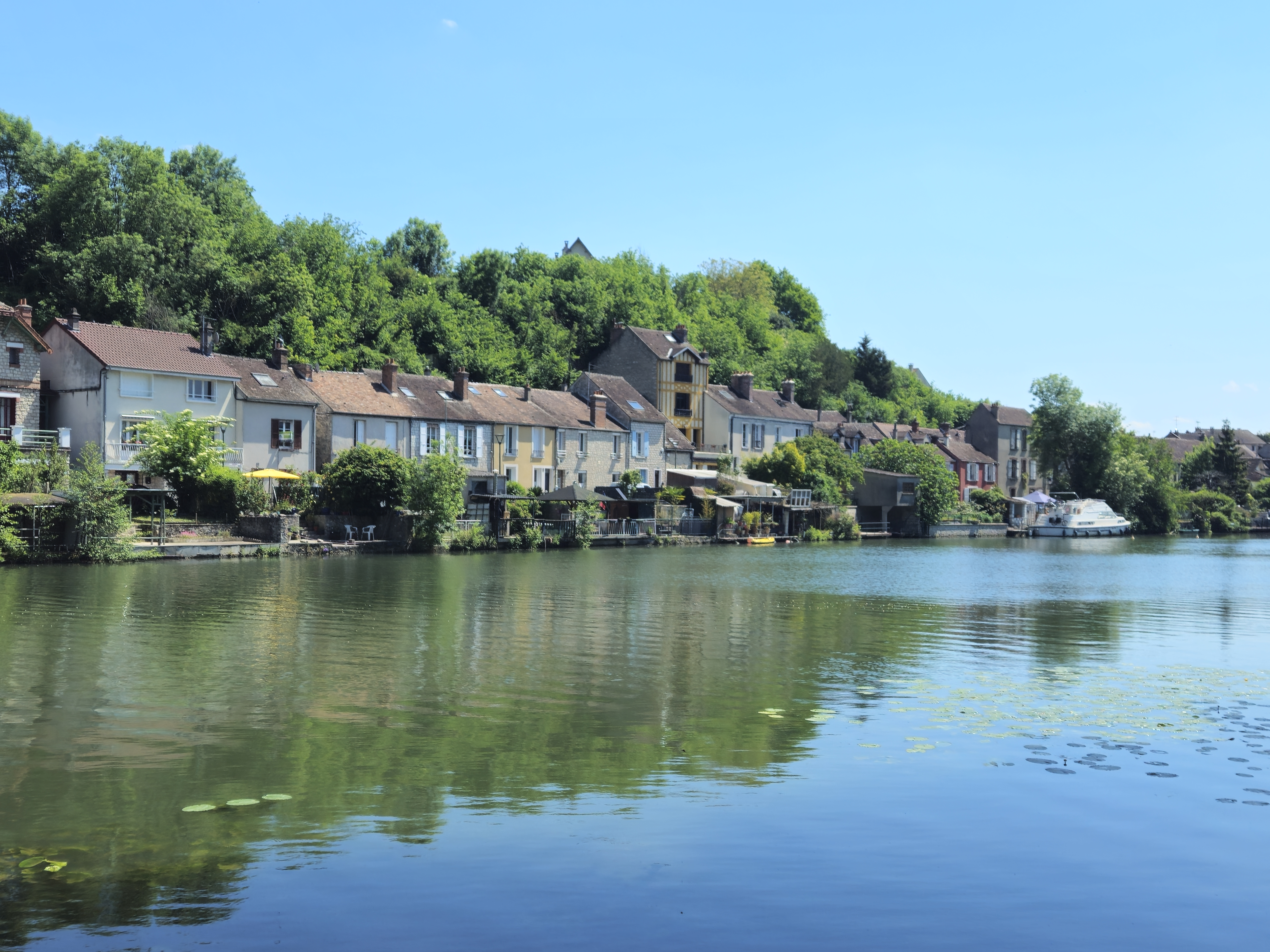
Résidences du quai de Fromonville, le long du Loing. Photographiées depuis le champ de Mars, en mai 2025.

En 2020, le nombre total de logements dans la commune était de 6 427, alors qu'il était de 6 239 en 2015 et de 6 000 en 2010.
Parmi ces logements, 88 % étaient des résidences principales, 1,3 % des résidences secondaires et 10,7 % des logements vacants. Ces logements étaient pour 44,2 % d'entre eux des maisons individuelles et pour 55,5 % des appartements.
Le tableau ci-dessous présente la typologie des logements à Nemours en 2020 en comparaison avec celle de Seine-et-Marne et de la France entière. Une caractéristique marquante du parc de logements est ainsi la faible proportion des résidences secondaires et logements occasionnels (1,3 %) par rapport au département (3 %) et à la France entière (9,7 %).
| Typologie                                               | Nemours | Seine-et-Marne | France entière |
| ------------------------------------------------------- | ------- | -------------- | -------------- |
| Résidences principales (en %)                           | 88      | 90,2           | 82,1           |
| Résidences secondaires et logements occasionnels (en %) | 1,3     | 3              | 9,7            |
| Logements vacants (en %)                                | 10,7    | 6,8            | 8,2            |

### Voies de communication et transports

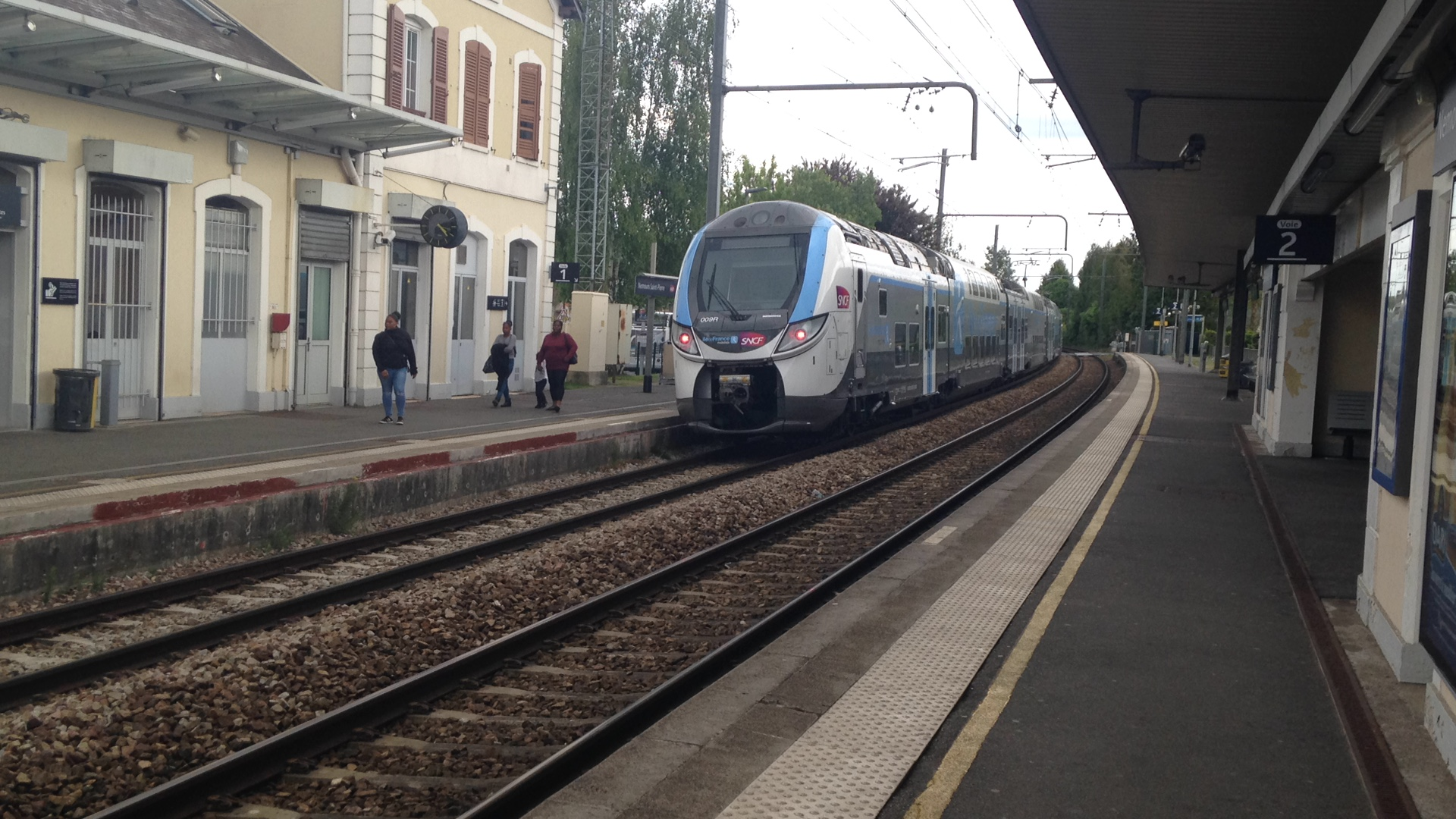
Train en gare.

Nemours est traversée par la nationale 7 et desservie par l'autoroute A6 (sortie 15 (nord) et sortie 16 (est)).
La commune est desservie par : 
- la gare de Nemours - Saint-Pierre située sur la ligne Paris - Clermont-Ferrand et desservie par des trains de la ligne R du Transilien (réseau Paris Sud-Est) circulant entre Paris et Montargis et, en sus aux heures de pointe, par des trains TER Express circulant entre Paris-Bercy et Nevers, sans arrêt entre Paris et Nemours
- les lignes d'autocars et autobus du réseau de bus Vallée du Loing - Nemours.

### Énergie
Un réseau de chaleur construit entre 1969 et 1973 alimente le quartier Saint-Martin et l’hôpital. La chaufferie fonctionnait au gaz et au fioul. Sa rénovation lui permet de brûler 66 % au bois et 34 % au gaz à partir de mars 2013, et de chauffer 1 800 foyers en réduisant les émissions de CO2 de 3 400 tonnes par an.

### Risques naturels et technologiques
La commune est classée en zone de sismicité 1, correspondant à une sismicité très faible. L'altitude varie de 57 mètres à 133 mètres pour le point le plus haut, le centre de la ville se situant à environ 60 mètres d'altitude (mairie).

## Toponymie

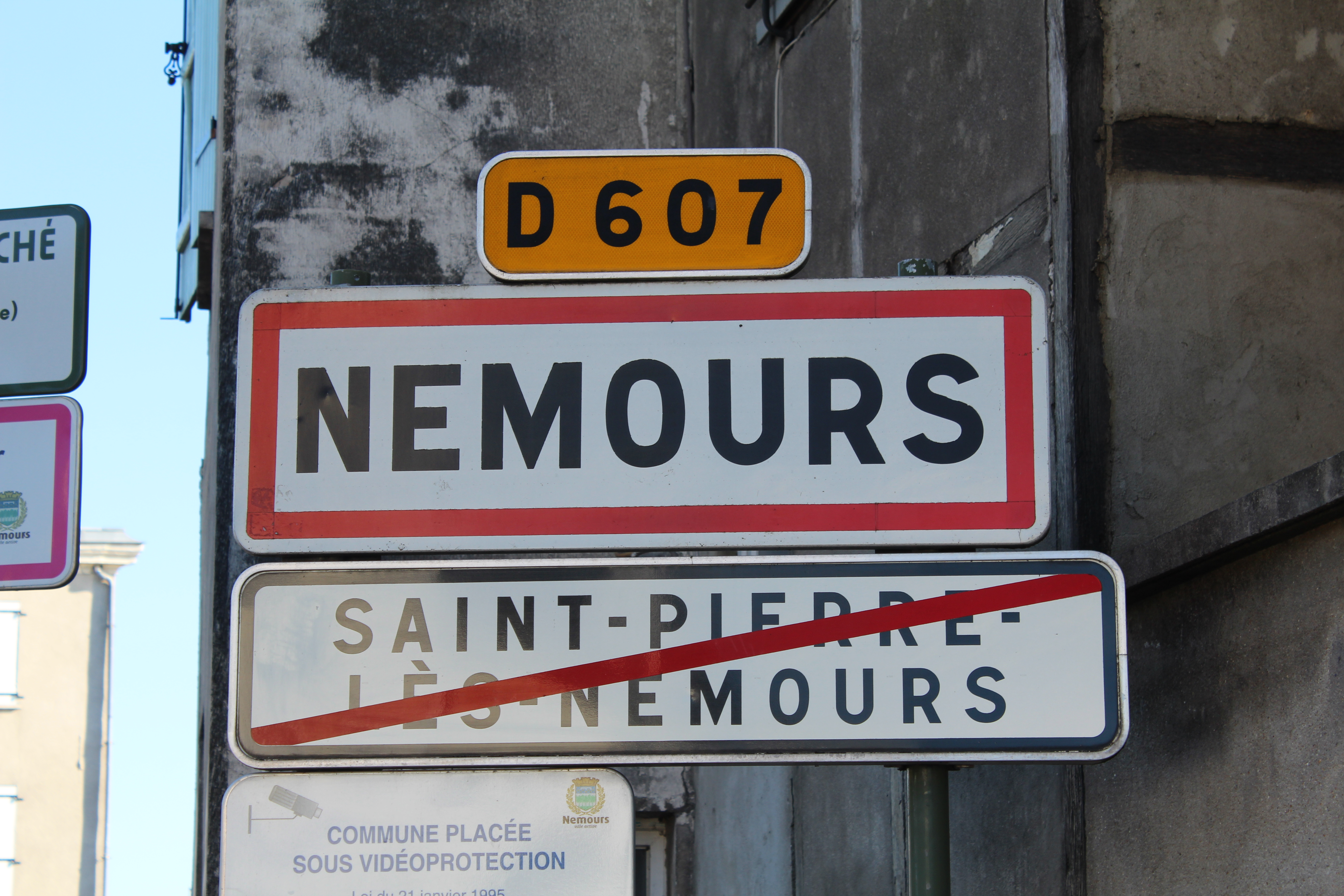
Panneau d'entrée.

Le nom de la localité est attesté sous la forme Nemausus vers 843, forme apparentée à nemeton (« lieu consacré ») a donné Nemours.
Nemausum, mot qui a la même racine que le celtique nemetum et qui, comme lui, signifie « enceinte sacrée, sanctuaire ».
L'élément gaulois nem, se retrouve également dans le terme nemetos- (« enclos sacré, temple ») qui correspond au latin fanum (« sanctuaire »).

## Histoire

### Préhistoire

#### Le Bois de Beauregard
Le site de Beauregard ou bois des Beauregards a été fouillé par M. Soudan depuis avant 1929 jusqu'en janvier 1932 ; et par l'abbé André Nouel (1901-1971) probablement vers la même période mais la collection Nouel de Beauregard a été détruite dans l'incendie d'Orléans en 1940.
La couche C, la plus ancienne, est attribuée au « Magdalénien I » par A Nouel et par Raoul Daniel qui a lui aussi étudié l'industrie lithique du site (1930, 
1937). Cependant Nouel dit que les pièces de cette couche sont tout à fait comparables à celle de Badegoule et qu'il les a un temps pensé être de l'Aurignacien. R. Daniel publie en 1937 un rectificatif : « L'Industrie du niveau inférieur [...] n'est pas aurignacienne ; elle doit être classée à la base du Magdalénien ». Or le Badegoulien, faciès précédant immédiatement le Magdalénien et parfois appelé « protomagdalénien », n'est pas encore défini à l'époque de Nouel et Daniel ; plus tard, Beauregard devient réputée pour, précisément, son gisement badegoulien. R. Daniel consacre quelques lignes en 1930 et 1939 
à des pièces qu'il dit solutréennes. Dans la publication de 1939, il insiste sur le fait qu’il s’agit surtout du « genre face plane ». Il n'y a aucun dessin de pièces dans l'article de 1930, mais
celles figurées dans la publication de 1939 évoquent plutôt les racloirs et burins sur racloir du Badegoulien, si nombreux aux Beauregards. J'usqu'en 1965 ce gisement a déjà fourni plus de 10 000 pièces et nucleus et n'a pas été entièrement exploré - tant s'en faut.
D'après Nouel (1949), les deux autres couches B et A se rapportent au Magdalénien.
En 1965 R. Daniel mentionne des « pièces Moustériformes dans le Protomagdalénien I » (c'est-à-dire le Badegoulien).

#### Autres sites
L'auvent de la grotte du Troglodyte est le seul autre abri naturel de la falaise à avoir été habité. Les autres sites occupés se trouvent sur les crêtes et les platières ; ce sont, présentés par période d'occupation en ordre chronologique (les chiffres indiqués pour les quantités de pièces récoltées sont ceux des fouilles Vignard & Vacher 1965, sauf autrement mentionné :

##### Gravettien
- Gros Monts bis et Gros Monts ter sont les sites les plus importants : 3 000 outils et 95 000 éclats ont été recueillis sur seulement la moitié du gisement[47].
- Les Chênes, avec de gros rochers plus ou moins enterrés. Avant le dépôt du loess, ils fournissaient un abri de 1 m à 1,5 m en y appuyant de grosses branches recouvertes de peaux[47]. Le « gisement du Bois des Chênes » est également mentionné par Bodu et al. (2014)[49]. Ce site a fourni 600 outils et plusieurs milliers d'éclats sur seulement la moitié du gisement[47].
- Les Ronces, lui aussi avec de gros rochers plus ou moins enterrés et les mêmes conditions d'habitat, a fourni à peu près le même nombre de pièces que les Chênes[47].

Au Gros Monts I et au Gros Monts bis, les carriers ont détruit quelques rochers qui ont pu servir d'abri.

##### Badegoulien
- Le 2e Redan a fourni plus de 1 700 outils et nucleus et les fouilles plus anciennes en ont récolté certainement plus du double[47].
- Les Chênes, avec 2 500 outils et plusieurs milliers d'éclats sur à peine la moitié du gisement[47].
- Les  Ronces, dans les mêmes conditions que pour les Chênes, a fourni seulement 700 pièces et nucleus[47].
- Les Pins est encore moins important mais c'est le seul atelier pur de toute la région, avec la cabane du chef[47].

Pour le Badegoulien, sont également cités le 2e Redan bis, Les Gros Monts et Gros Monts X.

##### Magdalénien
Gros Monts I a donné plus de 5 000 outils et 50 000 éclats.
- Les Ronces a fourni plus de 1 000 sur la moitié de l'atelier[47].
- Gros Monts bis : 2 000 ; Gros Monts ter : 100 ; Marie-Laure : 150 ; Eveline : 560 ; Corine : 150. Ces cinq ateliers, plus un dépotoir, sont situés à 15 pas les uns des autres sur deux lignes droites se recoupant presque à angle droit. C'est le plus ancien hameau connu en France[47].
- Gros Monts IV a fourni 250 pièces ; Gros Monts V : 280 — Gros Monts VI : 490 — Gros Monts VII : 560 — Gros Monts IX : 490 — Gros Monts X : 410. Tous ces gisements sont à peu près totalement fouillés[47].

Gros Monts X, Les Ronces et Les Chênes sont parsemés de gros rochers plus ou moins enterrés. Avant le dépôt du loess, ils fournissaient un abri de 1 m à 1,5 m en y appuyant de grosses branches recouvertes de peaux.
Les sites de Corinne, d'Évelyne, de Marie-Laure et des Gros Monts V-VI n'offrent rien qui ait pu servir d'abri, ce qui implique des structures d'habitat de type tentes faites de peaux sur charpentes de grosses branches. Quelques-unes de ces habitations sont dallées de pavements apportés, avec au moins une face à peu près plane sur le dessus et la face avec des aspérités vers le dessous. Ce dallage suggère un climat assez pluvieux pour nécessiter une protection contre l'eau malgré les sols sableux - donc très perméables - et plus ou moins en pente. Ces abris n'étaient utilisables que pendant la belle saison - surtout pendant les périodes glaciaires.
- Nouel mentionne aussi l'abri Doigneau avec plusieurs ossements de cheval, une dent de renne, un poinçon en os et plusieurs outils en pierre dont une pointe « de type moustérien »[42].
- Bodu et al. (2014) évoquent également « le gisement de « Casse-Bouteille » situé en face des Beauregards »[45].
- Le grotte du Troglodyte a livré - entre autres - quatre pièces maintenant stockées au MAN, que Marguerite et Raoul Daniel ont identifiées comme du Châtelperronien mais que Bodu et al. (2017) classent comme des pointes à dos courbe magdaléniennes ou aziliennes[50].

Les Daniel y trouvent aussi une couche diffuse contenant un petit nombre de silex mésolithiques associés à du Campignien (de) grossier à poteries.

### Moyen Âge

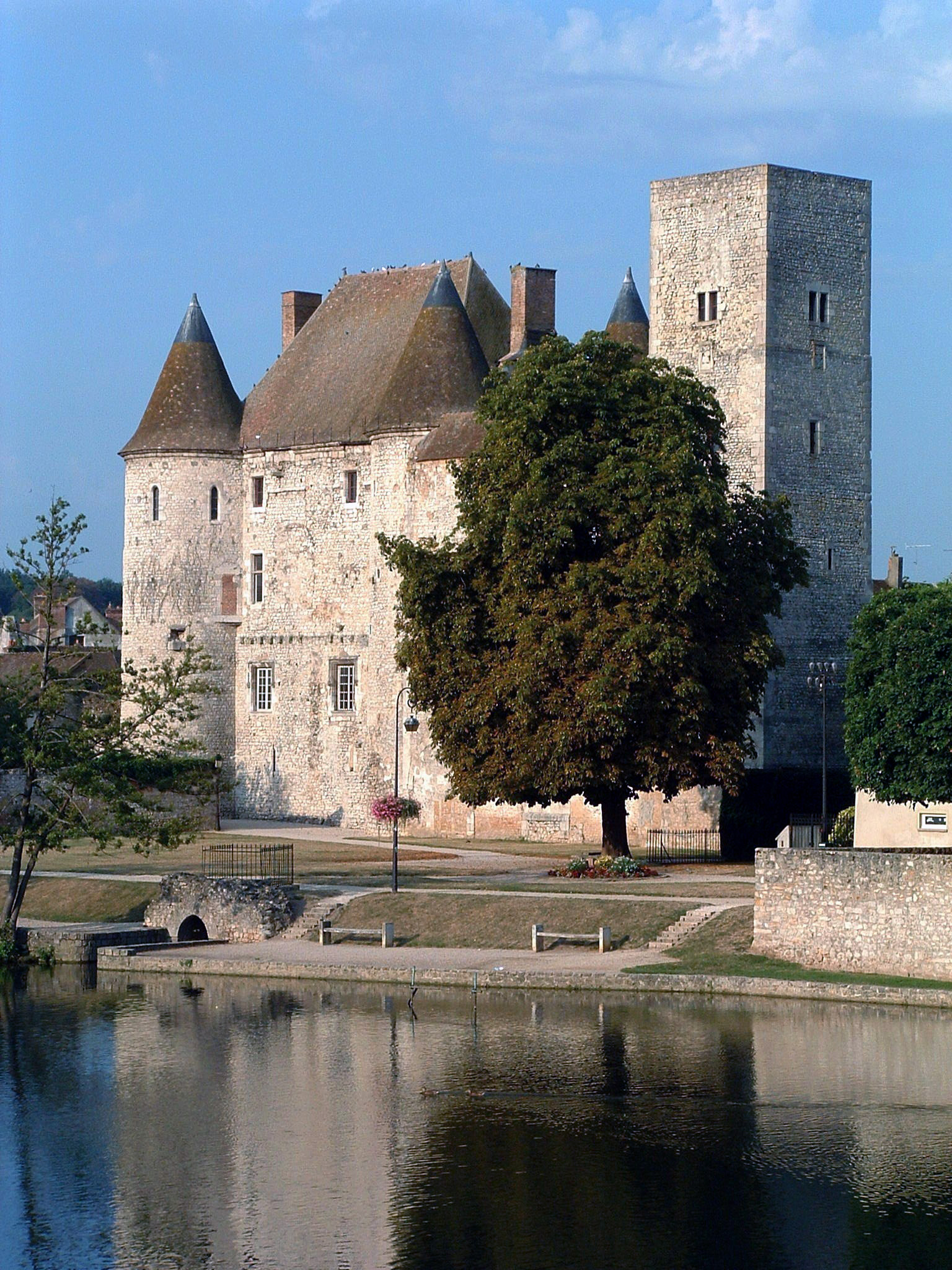
Château de Nemours côté Loing.

L'histoire de Nemours débute au XIIe siècle, avec la création d'une seigneurie. Le premier seigneur de Nemours est Orson en 1120.
Le château ainsi que l'église Saint-Jean-Baptiste en centre-ville, sont construits vers 1170 à la demande de Gauthier de Villebéon, grand chambellan des rois Louis VII et Philippe Auguste. La ville est incendiée en 1358 durant la guerre de Cent Ans. L’église est détruite dans cet incendie, puis reconstruite à partir de 1445 pour s’achever en 1555. Le chœur date de cette reconstruction. En 1850 et 1890, l’intérieur de l’église est aménagé avec la pose de vitraux et d’un maître autel en hommage à Jean-Baptiste.
La ville devint domaine royal quand elle fut acquise par Philippe III le Hardi (1274). Elle fut érigée en duché-pairie par Charles VI lors d'un échange de terres en 1404 avec Charles III le Noble, roi de Navarre. Le duché de Nemours restait toutefois un domaine royal du roi de France, et était grevé d'un droit de réversion. Ainsi devait-il être rendu à la couronne au décès de Charles III en 1425. Blanche Ire de Navarre, fille de Charles III de Navarre, tenta de s'opposer à cette réversion en voulant en rendre hommage au roi. Si le roi avait accepté cette démarche, il aurait implicitement reconnu que le duché était une possession pleine et entière de la maison de Navarre. Mais le roi refusa cet hommage pour cette raison. Blanche en fit alors hommage au roi d'Angleterre, et le duché lui fut subséquemment confisqué par la couronne. Blanche avait cependant promis à sa sœur Beatrice une donation de 60 000 livres et une rente de 4 000 livres prises sur le duché de Nemours, le tout devant servir de dot à la fille de Béatrice, Eléonore de Bourbon, lors du mariage de cette dernière à Bernard d'Armagnac. Bernard d'Armagnac n'ayant pas reçu la dot de sa femme, son père le comte d'Armagnac intenta un recours contre Blanche. Un arrêt de 1446 ordonnant le paiement de ces sommes sur le duché de Nemours, fut opposé par le procureur général sur la base du droit de réversion. En 1461 Louis XI céda par lettres patentes le duché de Nemours en apanage à Jacques d'Armagnac.

### Temps modernes
Jacques d'Armagnac étant décédé en 1477, le duché revenu de droit une fois de plus à la couronne, ses fils Jean d'Armagnac-Nemours et Louis d'Armagnac demandèrent à Charles VIII la restitution de l'apanage du duché de Nemours. En 1491 Charles VIII leur accorda par lettres patentes le don du droit du roi sur le duché, mais le droit de réversion y fut maintenu. Si bien qu'à leur mort ce fut en vain que leur sœur Marguerite d'Armagnac, dernière descendante de Charles III de Navarre, comtesse de Guise, mariée à Pierre de Rohan-Gié, tenta de perpétuer la possession du duché de Nemours en voulant elle aussi en rendre hommage au roi : le procureur du roi s'opposa à en recevoir l'hommage, et les décès de Marguerite d'Armagnac et de Pierre de Rohan en 1507, sans enfants pour hériter, retourna derechef les terres à la couronne et mit fin à cette dispute. Subséquemment, Louis XII donna l'apanage du duché de Nemours à son neveu Gaston de Foix en échange du comté de Narbonne (1507), puis au décès de ce dernier en 1515 François Ier fit de même pour l'époux de sa tante Philiberte de Savoie, Julien de Médicis fils de Laurent le Magnifique. Philiberte décédée en 1524, François Ier fit don de l'apanage à sa mère Louise de Savoie.
Étant restée pendant 150 ans dans la maison de Savoie, la ville échut enfin en 1666 à Louis XIV, qui en fit don à Philippe d'Orléans, son frère, dont la postérité l'a gardée jusqu'en 1789. Le titre de duc de Nemours est porté par Louis d'Orléans, deuxième fils du roi Louis-Philippe.
Henri III conclut à Nemours avec les Ligueurs, le 7 juillet 1585, le traité de Nemours par lequel il reconnaissait la Ligue catholique, révoquait les édits de tolérance favorables à la religion protestante, et s'engageait à expulser tous les Calvinistes. Le même traité exclut Henri de Navarre de la succession du trône (futur Henri IV).

### Révolution française et Empire
En 1789, Pierre Samuel Dupont est député de Nemours. Dix ans plus tard, il quitte la France pour les États-Unis où son fils, Éleuthère Irénée, crée une entreprise qui deviendra plus tard la multinationale Du Pont de Nemours.
La ville est chef-lieu du district de Nemours de 1790 à 1795.

### Époque contemporaine
Pendant la campagne de France de 1814, Nemours, défendue par quelques centaines de gardes nationaux et de dragons, est prise le 15 février 1814 par les cosaques de l'ataman Matveï Platov qui doivent l'évacuer quelques jours plus tard après la victoire de Napoléon à la bataille de Montereau le 18 février,.
Ville rurale à la fin de la Seconde Guerre mondiale, elle commence alors à prendre plus d’importance dans la vie économique de la région et sa population suivra la même croissance.
Nemours est une des principales villes traversées par la nationale 7, la mythique Route Bleue. Dans les années 1960, c'est l'une des premières villes étapes pour les vacanciers parisiens. Située au kilomètre 76, on mettait à l'époque plus de deux heures pour traverser la ville à cause des nombreux feux tricolores.
Nemours attire les passionnés et les collectionneurs amoureux de la N 7, avec la publicité la plus ancienne de la route Paris-Menton : il s'agit d'une fresque murale pour le savon Saponite. Cette fresque est entretenue grâce à des fonds privés.
Tandis que la ville connait une très forte croissance démographique, le quartier du Mont Saint-Martin est bâti entre 1965 et 1979 sous la forme d'un grand ensemble. Classé quartier prioritaire depuis 2014, il compte 3 014 habitants pour un taux de pauvreté de 42 %,.
Le 1er juin 2016, 2 000 habitants doivent quitter leur maison, devant la montée des eaux du Loing, les eaux ayant envahi le centre-ville ; une crue record qui a dépassé le niveau historique de 1910. Nemours est sous l'eau pendant 4 jours, et les dégâts sont importants. La ville est coupée en deux, les 2 ponts sont coupés en raison des inondations.

## Politique et administration

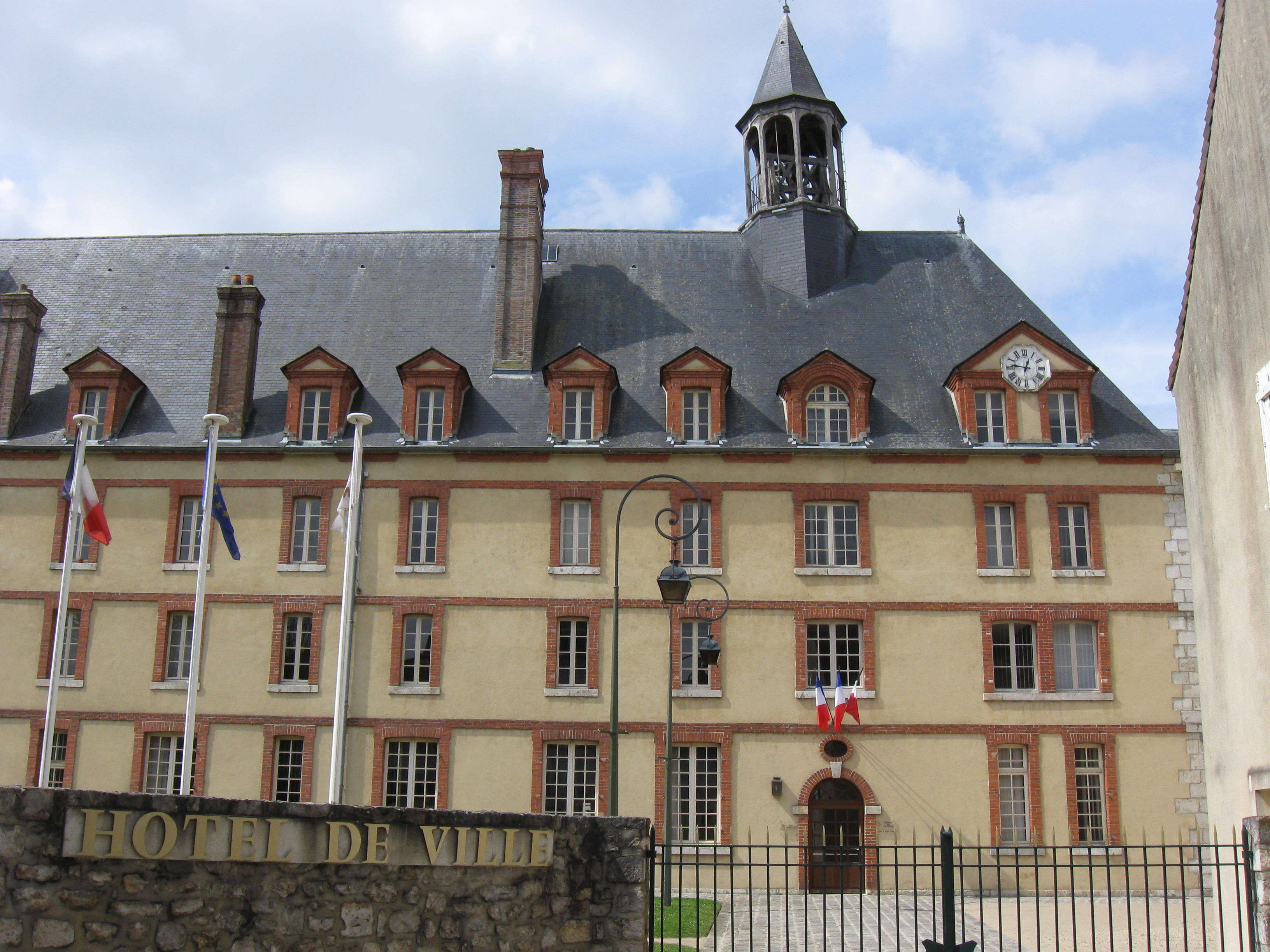
L'hôtel de ville.

### Rattachements administratifs et électoraux

#### Rattachements administratifs
La commune se trouve depuis 1988 dans l'arrondissement de Fontainebleau du département de la Seine-et-Marne
Elle était depuis 1793 le chef-lieu du canton de Nemours. Dans le cadre du redécoupage cantonal de 2014 en France, cette circonscription administrative territoriale a disparu, et le canton n'est plus qu'une circonscription électorale.

#### Rattachements électoraux
Pour les élections départementales, la commune est depuis 2014 le bureau centralisateur d'un nouveau canton de Nemours porté de 17 à 51 communes.
Pour l'élection des députés, elle fait partie de la deuxième circonscription de Seine-et-Marne.

### Intercommunalité
Nemours est le siège de la communauté de communes Pays de Nemours, un établissement public de coopération intercommunale (EPCI) à fiscalité propre créé fin 2009 et auquel la commune a transféré un certain nombre de ses compétences, dans les conditions déterminées par le code général des collectivités territoriales.

### Tendances politiques et résultats
Lors du premier tour des élections municipales de 2014 en Seine-et-Marne, la liste UMP menée par la maire sortante Valérie Lacroute obtient la majorité absolue des suffrages exprimés, avec 2 401 voix (66,88 %, 29 conseillers municipaux élus dont 14 communautaires), devançant très largement celles menées respectivement par : 

- Jean-Marc Champniers (DVG, 507 voix, 14,12 %, 2 conseillers municipaux élus dont 1 communautaire) ; 

- Khadija Bertino (FG, 397 voix, 11,05 %, 1 conseillère municipale élue) ; 

- Aboudou Zaabay (PS, 285 voix, 7,93 %, 1 conseiller municipal élu).

Lors de ce scrutin, 46,45 % des électeurs se sont abstenus.
Lors du premier tour des élections municipales de 2020 en Seine-et-Marne,, la liste LR menée par l'ancienne maire Valérie Lacroute — qui, contrainte par la législation limitant le cumul des mandats en France, avait du démissionner de sa fonction de maire après son élection comme députée en 2017 —, obtient la majorité absolue des suffrages exprimés, avec 1 291 voix (57,07 %, 27 conseillers municipaux élus, dont 16 conseillers communautaires), devançant largement les listes menées respectivement par, :

- Brigitte Commaille  (DVD, 560 voix, 24,75 %, 4 conseillers municipaux élus dont 2 communautaires) ;

- Aboudou Zaabay  (DVG, 290 voix, 12,82 %, 2 conseillers municipaux dont 1 communautaire) ;

-  Jacques Aurigny (DVG, 121 voix, 5,34 %, pas d'élus)

Lors de ce scrutin marqué par la pandémie de Covid-19 en France 66,45 % des électeurs se sont abstenus.

### Liste des maires
| Période      | Période                        | Identité             | Étiquette          | Qualité |
| ------------ | ------------------------------ | -------------------- | ------------------ | --- |
| août 1935    | mars 1949                      | Gaston Darley        | RG                 | Industriel, ingénieur Conseiller général de Nemours (1937 → 1940) |
| mars 1949    | juin 1962                      | Jacques David        | DVD-RS             | Vétérinaire Conseiller général de Nemours (1949 → 1961) |
| juin 1962    | mars 1965                      | Pierre Mahieu        |                    | Chef de centre des lignes à grandes distances P.T.T. |
| mars 1965    | mars 1977                      | Étienne Dailly       | Rad. puis UDF-Rad. | Administrateur de sociétés Sénateur de Seine-et-Marne (1959 → 1995) Conseiller général de Nemours (1961 → 1979) Président du conseil général (1967 → 1979) Maire de Montcourt-Fromonville (1957 → 1965)                             |
| mars 1977    | mars 1983                      | Jean Grattier        | PS                 | Inspecteur central des Impôts |
| mars 1983    | mars 2001                      | Charles Hochart,     | RPR                | Antiquaire Adjoint au maire (1974 → 1977) Conseiller régional d'Île-de-France (1986 → 1998) Conseiller général de Nemours (1985 → 2005) 1er vice-président du conseil général (1992 → 2004) Chevalier de l'Ordre national du Mérite |
| mars 2001    | mai 2001,                      | Pascal Maraux        | PS                 | Démissionnaire pour raisons de santé |
| mai 2001     | mars 2008                      | Jean-Pierre Béranger | PS                 | Cadre retraité Adjoint au maire (1977 → 1983) |
| mars 2008    | juillet 2017                   | Valérie Lacroute     | UMP → LR           | Consultante transports Députée de Seine-et-Marne (2e circ.) (2012 → 2020) Présidente de la CC Pays de Nemours (2014 → 2017) Démissionnaire à la suite de sa réélection comme députée                                                |
| juillet 2017 | mai 2020                       | Anne-Marie Marchand  | LR                 | Retraitée Présidente du Syndicat intercommunal du Rû du Bignon (2016 → ) |
| mai 2020,    | En cours (au 30 novembre 2023) | Valérie Lacroute     | LR                 | Consultante transports Députée de Seine-et-Marne (2e circ.) (2012 → 2020) Présidente de la CC Pays de Nemours (2014 → 2017 et 2020 → ) Présidente du SMETOM (2020 → )                                                               |

### Jumelages
| Ville | Ville      | Pays | Pays       | Période     |
| ----- | ---------- | ---- | ---------- | ----------- |
|       | Cerignola  |      | Italie     | depuis 2003 |
|       | Mühltal    |      | Allemagne  | depuis 1981 |
|       | Wilmington |      | États-Unis |             |

Le jumelage avec Cerignola s'est fait à l'occasion du 500e anniversaire de la bataille de Cerignola.

## Équipements et services publics

### Santé
Nemours dispose d'un pôle hospitalier du Centre hospitalier du Sud Seine-et-Marne, regroupant ceux de Montereau, Fontainebleau et Nemours. Le site de Nemours dispose d'un service d'urgences.

### Équipements sportifs
La ville de Nemours est aussi connue pour sa Piscine Tournesol, son complexe sportif et ses trois gymnases.

## Population et société

### Démographie
L'évolution du nombre d'habitants est connue à travers les recensements de la population effectués dans la commune depuis 1793. Pour les communes de plus de 10 000 habitants les recensements ont lieu chaque année à la suite d'une enquête par sondage auprès d'un échantillon d'adresses représentant 8 % de leurs logements, contrairement aux autres communes qui ont un recensement réel tous les cinq ans,.

En 2022, la commune comptait 13 118 habitants, en évolution de −0,41 % par rapport à 2016 (Seine-et-Marne : +3,92 %, France hors Mayotte : +2,11 %).
| 1793  | 1800  | 1806  | 1821  | 1831  | 1836  | 1841  | 1846  | 1851  |
| ----- | ----- | ----- | ----- | ----- | ----- | ----- | ----- | ----- |
| 3 469 | 3 760 | 3 639 | 3 825 | 3 839 | 3 635 | 3 547 | 3 802 | 3 955 |

| 1856  | 1861  | 1866  | 1872  | 1876  | 1881  | 1886  | 1891  | 1896  |
| ----- | ----- | ----- | ----- | ----- | ----- | ----- | ----- | ----- |
| 3 696 | 3 739 | 3 902 | 4 010 | 3 871 | 4 287 | 4 462 | 4 526 | 4 602 |

| 1901  | 1906  | 1911  | 1921  | 1926  | 1931  | 1936  | 1946  | 1954  |
| ----- | ----- | ----- | ----- | ----- | ----- | ----- | ----- | ----- |
| 4 861 | 5 087 | 5 108 | 5 074 | 5 118 | 5 198 | 5 154 | 5 419 | 5 594 |

| 1962  | 1968  | 1975   | 1982   | 1990   | 1999   | 2006   | 2011   | 2016   |
| ----- | ----- | ------ | ------ | ------ | ------ | ------ | ------ | ------ |
| 6 345 | 8 131 | 11 223 | 11 665 | 12 072 | 12 898 | 12 434 | 12 822 | 13 172 |

| 2021   | 2022   | - | - | - | - | - | - | - |
| ------ | ------ | - | - | - | - | - | - | - |
| 13 189 | 13 118 | - | - | - | - | - | - | - |

### Manifestations culturelles et festivités
- Le festival Paroles de femmes, chaque année la semaine du 8 mars : séances de cinéma, concerts, théâtre, ateliers, lectures, expositions sur le thème des droits de la femme.
- La Foire Exposition qui se déroule du vendredi au lundi lors du week-end de la fête de la Saint-Jean (24 juin).
- La fête médiévale de l'association Nemours Médiéval dans le centre historique de la ville : le 1er week-end de juillet.
- Le festival « Notown », festival de musiques reggae et rock. Dernier week-end d'août ou premier de septembre.
- La fête de l'association « L'Art dans la Ville » qui promeut l'art sous toutes ses formes, durant tout un week-end fin septembre[81].
- La « Passé O’Mobile », rassemblement et exposition de voitures de collection, le 1er dimanche d'octobre.
- Le festival Pays de Nemours au Fil du Loing, fête nautique organisée par l'Office de Tourisme du Pays de Nemours chaque dernier dimanche de juillet[82].

### Cultes
- Culte catholique : L'église Saint-Jean-Baptiste conserve une relique du saint (mandibule inférieure)[83],[84].

### Médias
- L'Éclaireur du Gâtinais, hebdomadaire régional du groupe Centre France. Paraissant le mercredi, il traite de l'actualité de Nemours et de ses alentours ainsi que de Montargis.
- La République de Seine-et-Marne, hebdomadaire du groupe Publihebdos, paraissant le lundi.

## Économie

### Revenus de la population et fiscalité
En 2017, le nombre de ménages fiscaux de la commune était de 5 415 (dont 44 % imposés), représentant 12 625 personnes et la  médiane du revenu disponible par unité de consommation  de 17 770 euros.

### Emploi
En 2017, le nombre total d’emplois dans la zone était de 6 595, occupant 4 870 actifs  résidants.
Le taux d'activité de la population (actifs ayant un emploi) âgée de 15 à 64 ans s'élevait à 58,6 % contre un taux de chômage de 13,4 %.
Les 28 % d’inactifs se répartissent de la façon suivante : 10,5 % d’étudiants et stagiaires non rémunérés, 5,9 % de retraités ou préretraités et 11,7 % pour les autres inactifs.

### Entreprises et commerces
En 2017, le nombre d'établissements actifs était de 431 dont 29 dans l’industrie, 31 dans la construction, 300 dans le commerce-transports-services divers et 71  étaient relatifs au secteur administratif.
Ces établissements ont pourvu 5 402 postes salariés.
En 2019,  145 entreprises ont été créées sur le territoire de la commune, dont 100 individuelles.
- Sablières, carrières, apiculture, coopérative agricole, centre régional d'informatique, bonbon au coquelicot.

## Culture locale et patrimoine

### Lieux et monuments
- La bibliothèque municipale, dont la façade à fronton classique est conçue par l'architecte Denis Antoine au XVIIIe siècle, l'auteur de l'hôtel de la Monnaie à Paris[88].
- Le musée départemental de Préhistoire d'Île-de-France, bâtiment de Roland Simounet, Patrimoine du XXe siècle.

- Le château[89],[90], bâtiment du XIIe siècle aménagé en Château-Musée au début du XXe siècle.

- L'église Saint-Jean-Baptiste (construction du XIIe au XIXe siècle).
- La mairie, architecte : Jules Hardouin Mansart[91], à l'origine le couvent de la congrégation Notre-Dame (cet ordre composé de religieuses enseignantes est introduit au XVIIe siècle dans le diocèse de Sens par l'archevêque Octave de Bellegarde. Au moment le plus fort de son fonctionnement, le couvent accueille deux-cents à trois-cents pensionnaires, en plus des soixante-dix religieuses de chœur). 1791, l'hôtel-Dieu y est transféré. 1985, la mairie élit domicile dans les bâtiments[92].
- Le Grand-Pont, construit de 1795 à 1804 par les ingénieurs Jean-Baptiste Dherbelot et Louis-Claude Boistard sur les plans de Jean-Rodolphe Perronet.
- Le pont Charles-Hochart, pont à haubans construit en 1997 par l'entreprise Demathieu & Bard[93].
- Le centre des impôts de Nemours, achevé en 1981 sur les plans de l'architecte François Deslaugiers[94],[95].
- Ses lavoirs et ruelles.

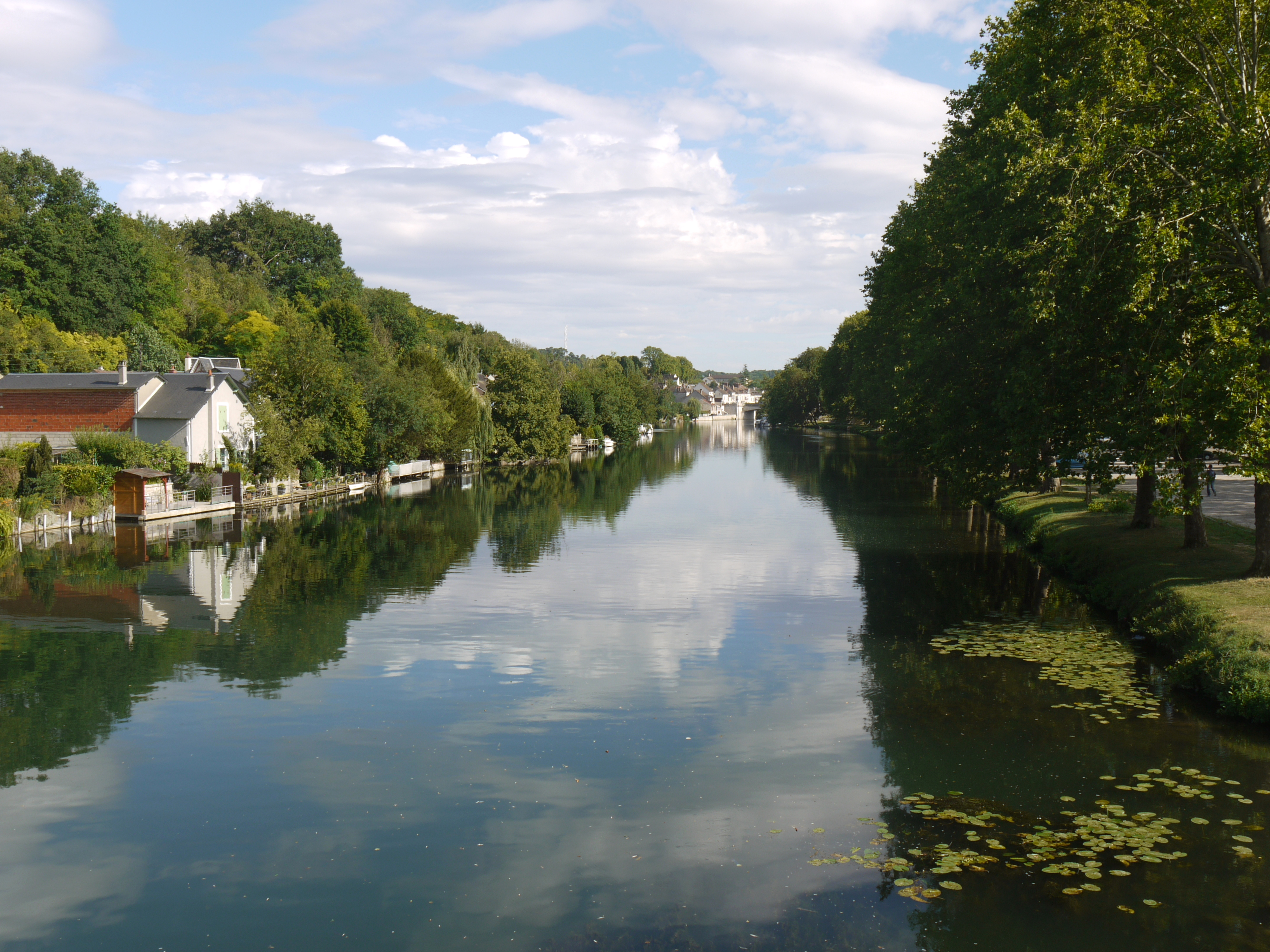
Le Loing à Nemours.
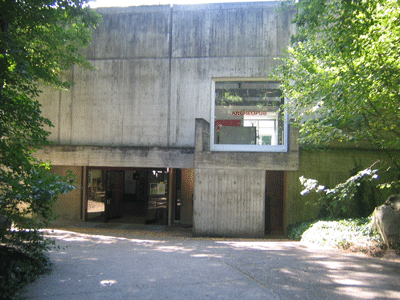
Entrée du Musée de la préhistoire.
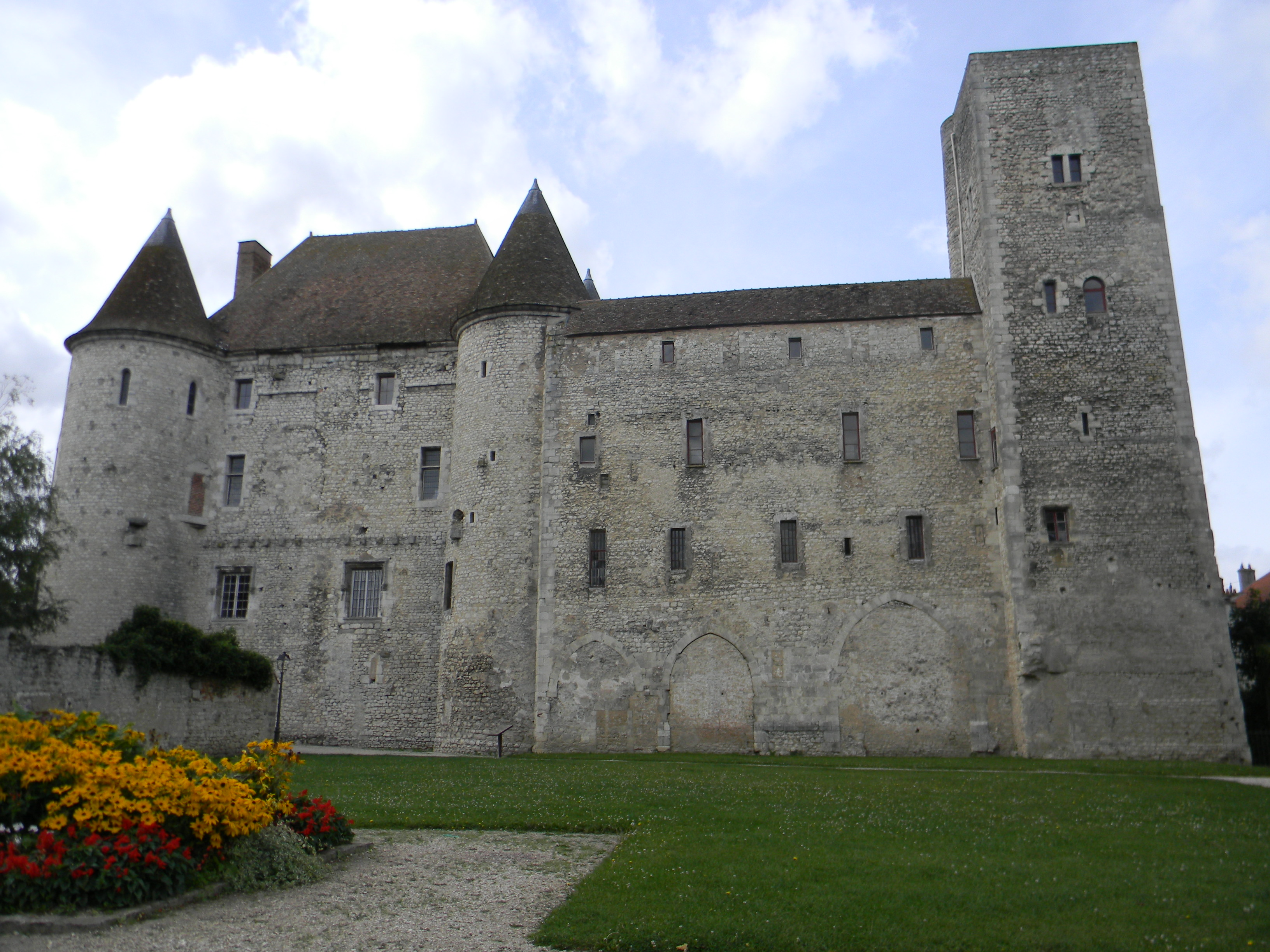
Le Château-Musée.
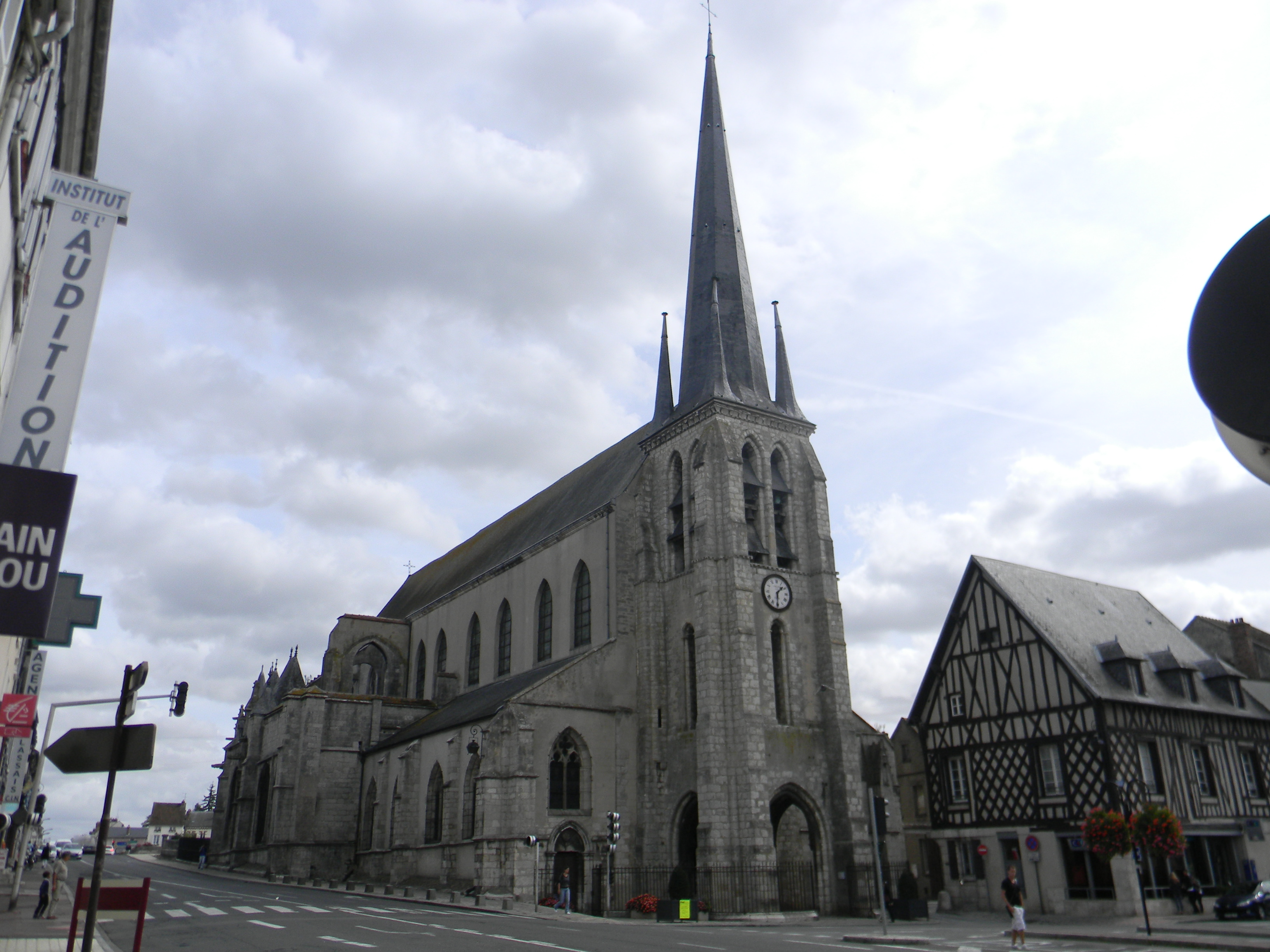
L'église Saint-Jean-Baptiste.
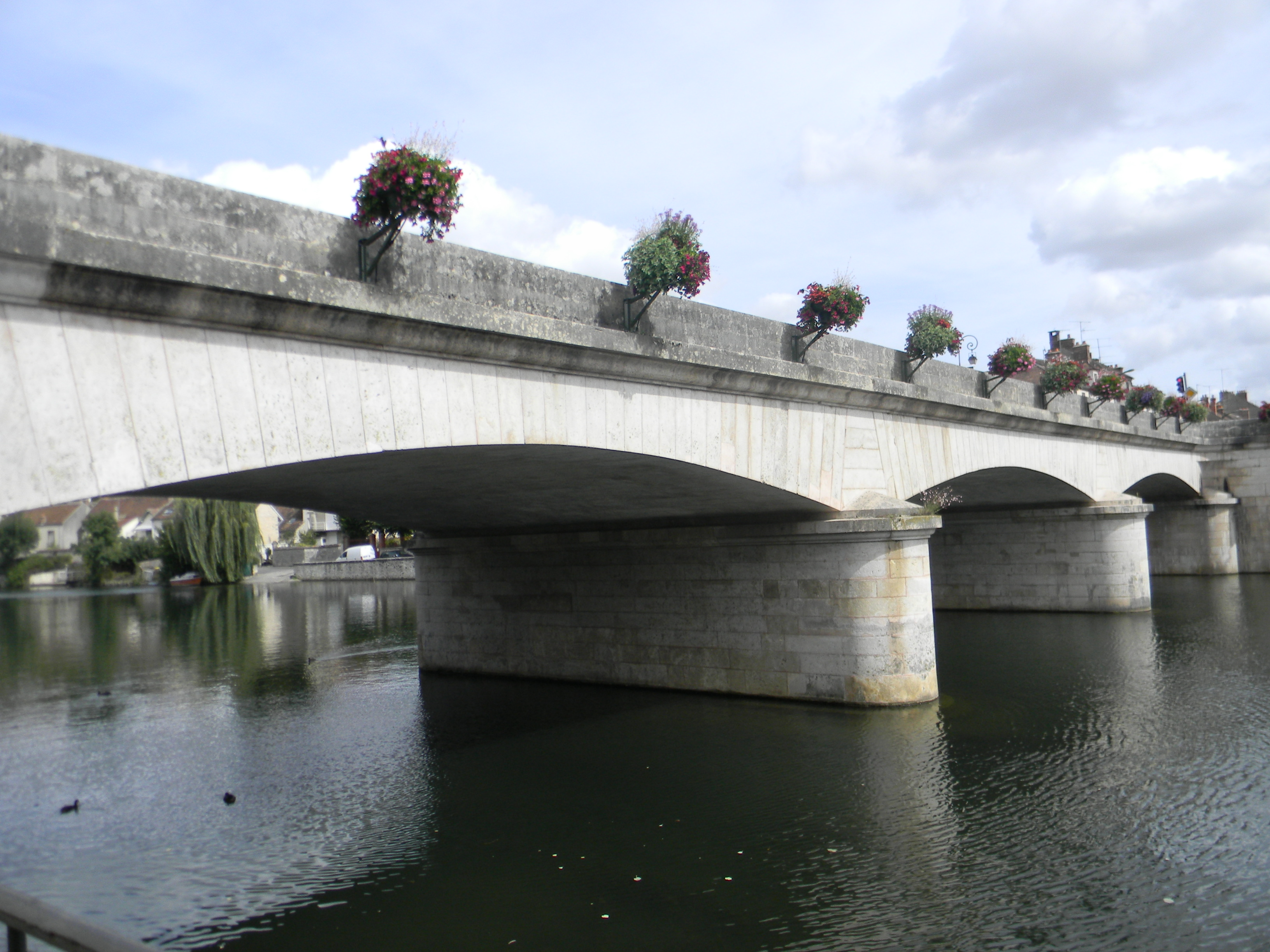
Le Grand-Pont.
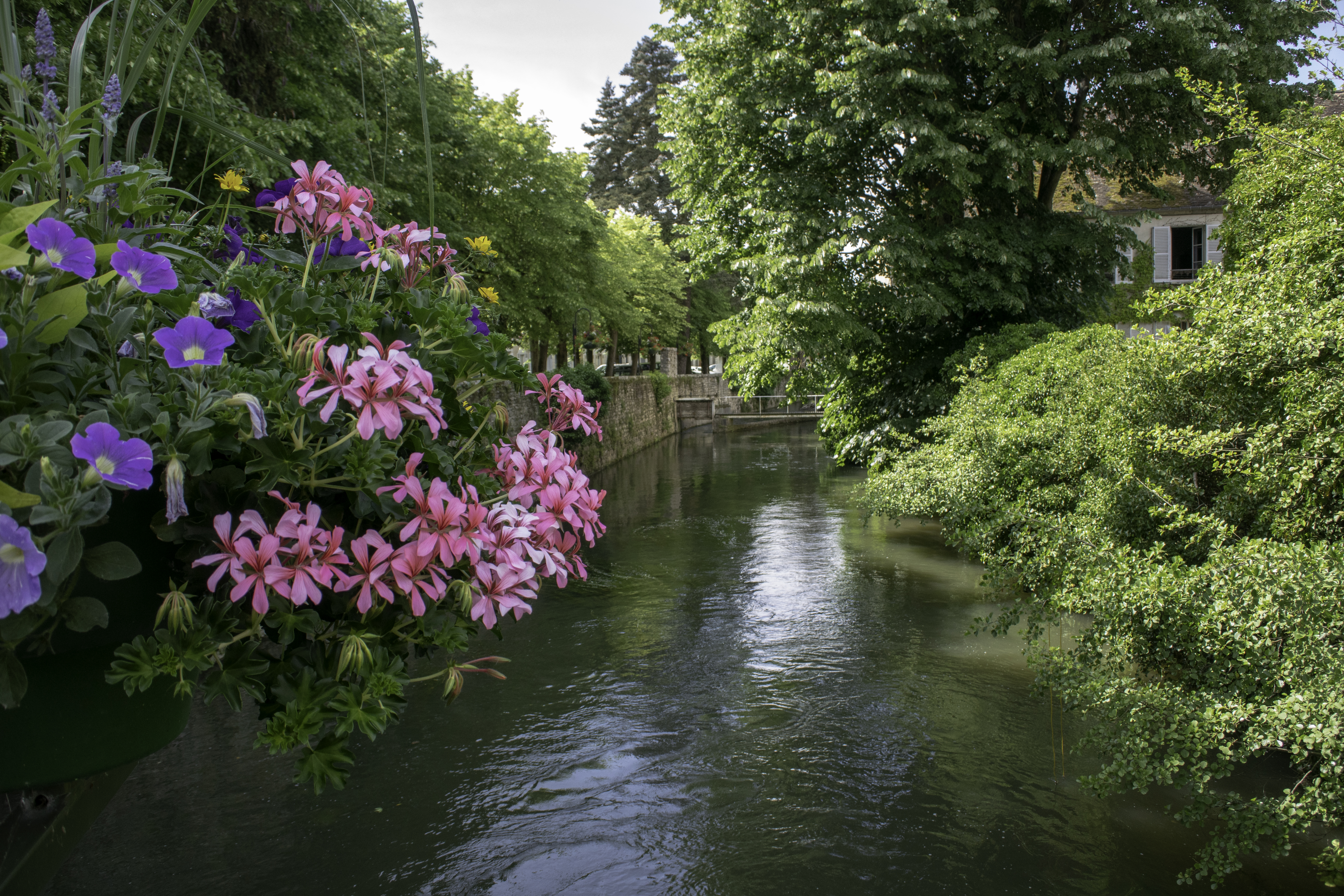
Le canal du Loing.
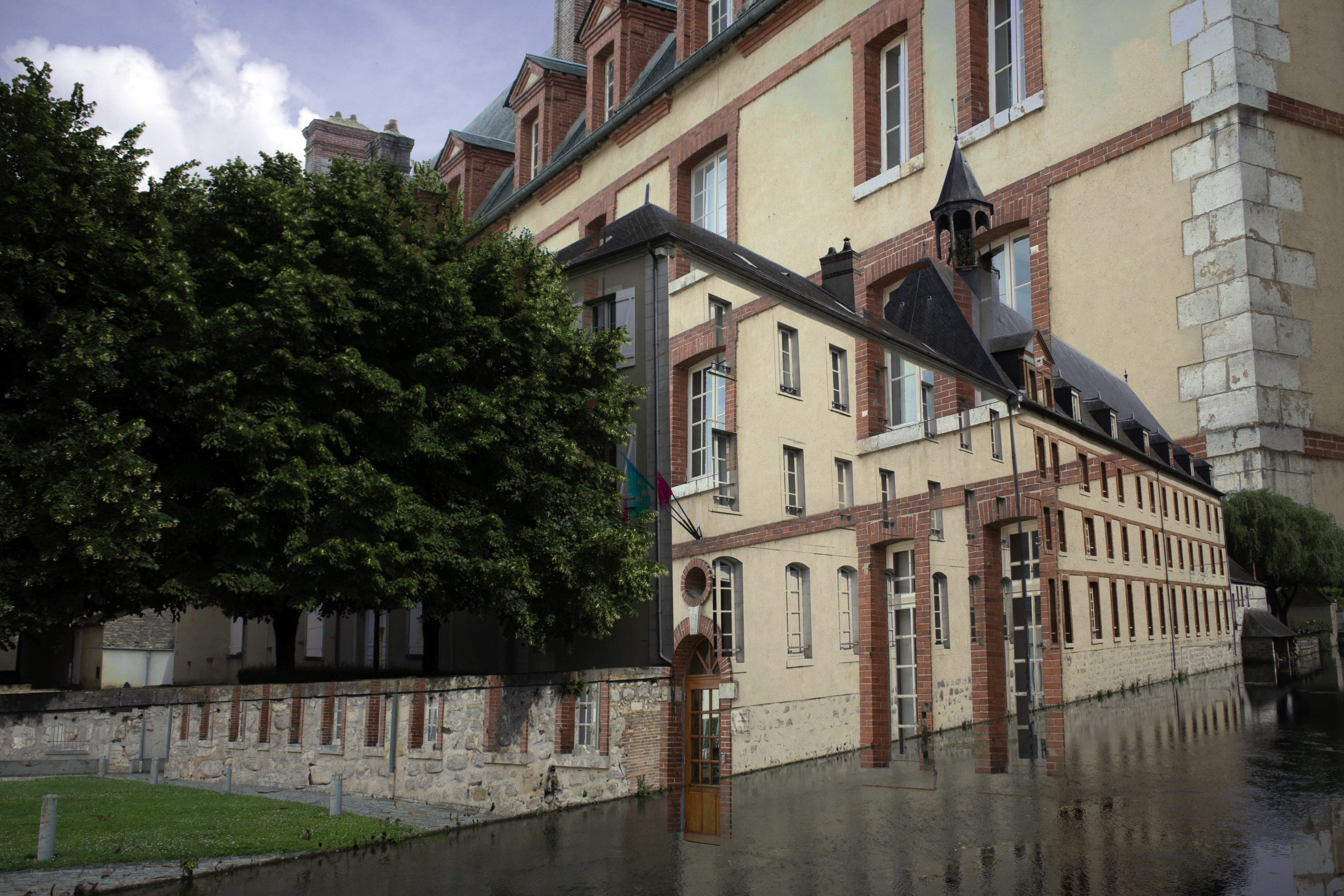
Vue artistique de la mairie.

### Personnalités liées à la commune

#### Nés à Nemours
- Étienne Bézout (1730-1783), mathématicien.
- Simon Charles Miger (1736-1820), graveur.
- Louis Charles Thibon (1761-1837), banquier.
- Pierre Berthier (1782-1861), minéralogiste et géologue.
- Justin-Chrysostome Sanson (1833-1910), sculpteur et fondateur du musée de Nemours.
- Adolphe Ardail (1835-1911), imprimeur taille-doucier et premier conservateur du musée de Nemours.
- Joseph Leglos (1864-1924), homme politique, maire de Paulnay, député de l'Indre de 1898 à 1902 puis sénateur de l'Indre de 1906 à 1924.
- Ernest Marché (1864-1932), peintre et conservateur du musée de 1911 à 1932.
- Abbé Jean Duverne (1880-1946), prêtre, musicien et fondateur d'oeuvres sociales.
- Philippe Petit (1949), funambule, célèbre pour avoir traversé l'espace entre les deux tours du World Trade Center sur un fil tendu à New York.
- Frédéric Geoffroy (1960), boxeur.
- Rudi Garcia (1964), ancien footballeur, ancien entraîneur de Naples et actuel entraîneur de l'équipe nationale belge.
- Alain Berson (1968), écrivain (mythologie, science-fiction).
- Cyril Despres (1974), motard, cinq fois vainqueur du Dakar à moto.
- Geoffrey Kondogbia (1993), footballeur.

#### Morts à Nemours
- François Hédelin, connu en littérature sous le nom d'abbé d'Aubignac (1604-1676), dramaturge et théoricien du théâtre.
- Adolphe Dupuis (1624-1691), acteur.
- Claude Dallemagne (1754-1813), général de division, baron de l'Empire.
- Germain Métier (1747-1834), prêtre constitutionnel et homme politique.
- Hippolyte Bayard (1801-1887), pionnier de la photographie, inventeur et artiste.
- Achille Varin (1863-1942), artiste peintre.

#### Ayant un lien avec Nemours
- Pierre Samuel du Pont de Nemours (1739-1817), entrepreneur et économiste, député de Nemours sous la Constituante et dont il adjoignit le nom au sien.
- Victor Hugo (1802-1885) a séjourné à l'hôtel l’Écu de France, rue de Paris.
- Florian Carvalho (1989), athlète, vit à Nemours et travaille pour la ville de Nemours.
- Ninho (1996), rappeur, a grandi à Nemours.

### Nemours dans les arts et la culture
- Honoré de Balzac situe à Nemours, dans une période qui va de 1815 à 1837, son roman Ursule Mirouët, publié en 1841 dans les Scènes de la vie de province de la Comédie humaine.
- La Princesse de Clèves de Madame de La Fayette en 1678.

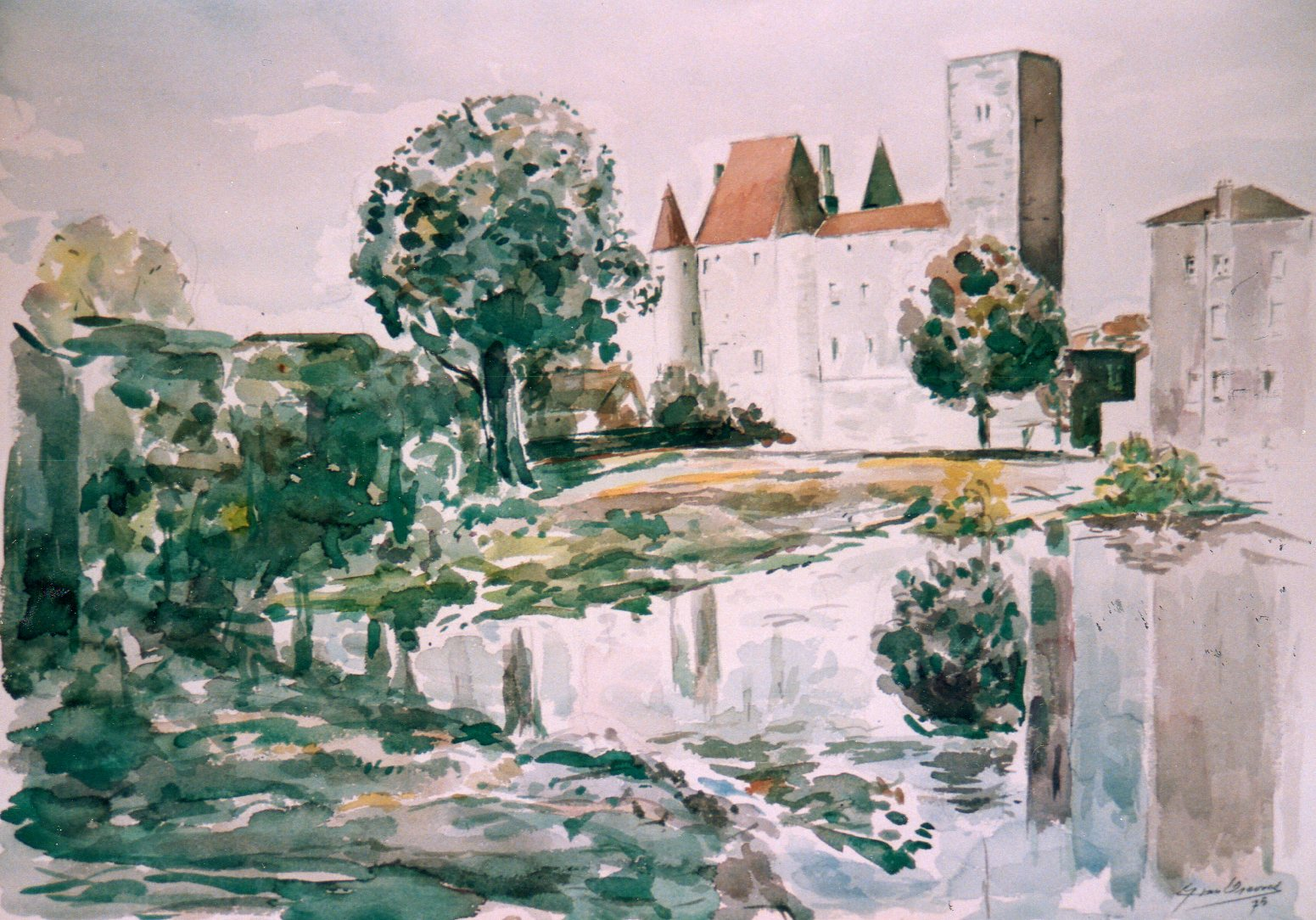
Léon van Dievoet : Le château de Nemours au bord du Loing (Aquarelle, 1975).

### Héraldique
| Blason de Nemours | Blason  | D'argent à la forêt de sinople posé sur un tertre du même, au chef d'azur semé de fleurs de lis d'or chargé d'un lambel d’argent brochant le tout. |
| Blason de Nemours | Détails | Dans sa partie supérieure, ou chef, celui-ci porte les armes de France (fleurs de lis) ainsi qu'un lambel d'argent à trois pendants. Il s’agit de celui de la famille d'Orléans, Louis XIV de France ayant donné le duché de Nemours à son frère, Philippe de France, duc d'Orléans. Les armoiries de Nemours, déclarées par la ville le 20 janvier 1699 pour l'armorial de France, font référence à la forêt (nemus) qui serait à l'origine du nom de la ville et dont la représentation symbolique constitue le meuble héraldique principal de l'écu. |

## Pour approfondir